# Astrocaryum jauari
Astrocaryum jauari, conhecido popularmente como jauari, javari, coqueiro-javari, guará e jamari, é uma palmeira encontrada ao longo dos rios da Amazônia. Possui folhas de até 3 metros de comprimento acumuladas na ponta do caule fino. As flores apresentam sexos separados. Suas nozes não têm sabor e medem de 3 a 5 centímetros de comprimento.

## Etimologia
"Jauari" tem origem no termo tupi yawa'ri.